# Британсько-хорватські відносини

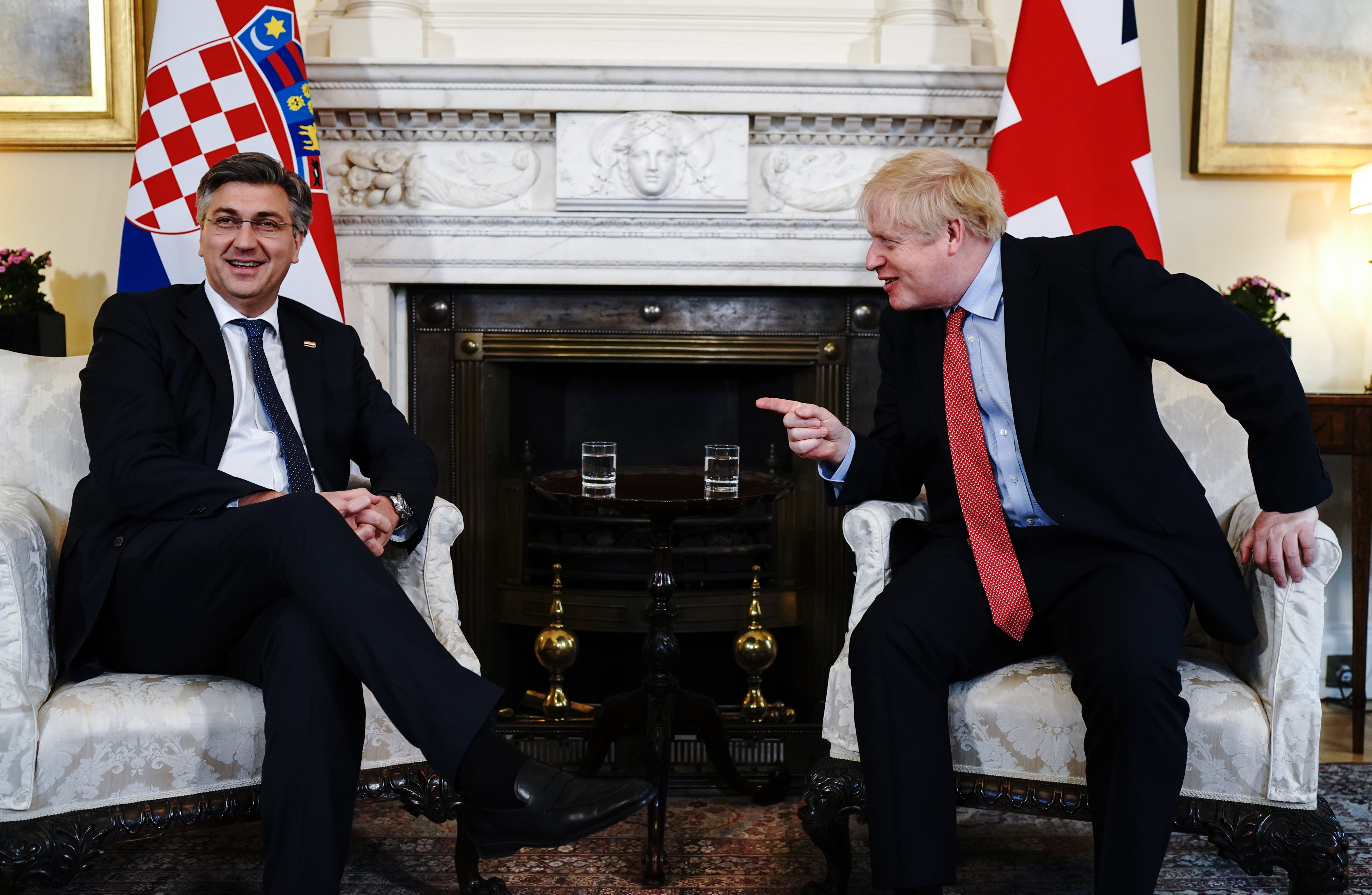
Прем'єр Великої Британії Борис Джонсон під час зустрічі на Даунінг-стріт, 10 із прем'єром Хорватії Андреєм Пленковичем (2020 р.)

Британсько-хорватські відносини (англ. Croatia–United Kingdom relations, хорв. britansko-hrvatski odnosi) — історичні та поточні двосторонні відносини між Великою Британією та Хорватією. Обидві держави — члени Ради Європи і НАТО. Свого часу Сполучене Королівство повністю підтримало заявку Хорватії на членство в Європейському Союзі та НАТО.
Велика Британія має посольство в Загребі та почесні консульства в Дубровнику і Спліті.
Хорватія має посольство в Лондоні та почесне консульство в Единбурзі.

## Історія

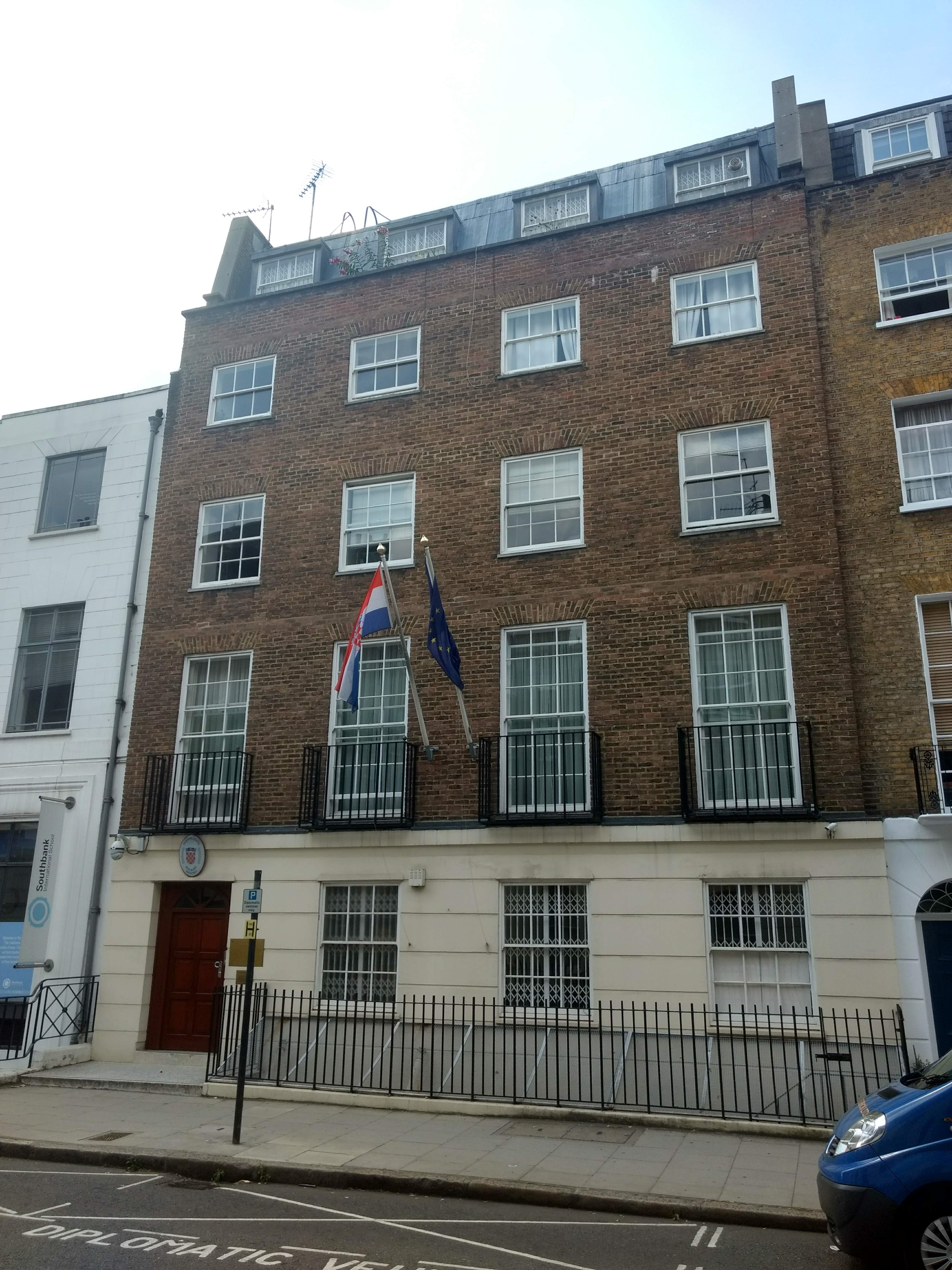
Посольство Хорватії в Лондоні

Після того, як у червні 1991 року Хорватія проголосила незалежність від Соціалістичної Федеративної Республіки Югославії, Сполучене Королівство 25 червня 1992 року встановило з Хорватією дипломатичні відносини.
Прем'єр-міністр Великої Британії баронеса Маргарет Тетчер була однією з найпалкіших прихильників незалежності Хорватії під час війни за її незалежність у 1990-х роках. В інтерв'ю для HRT в 1991 році вона сказала:
|  | Спочатку людям дали помилково зрозуміти, що йдеться лише про громадянську війну між двома різними групами, хоча й це здавалося серйозним. Їм потрібно було повідомити, що це між комуністичною Сербією, яка взяла під контроль і армію, і країну, та демократичною Хорватією і Словенією, які скористалися своїм правом на самовизначення. Потім я дохідливо пояснюю, що Хорватія та Словенія не мають армії. Вони мають лише ту зброю, яку можуть захопити, і ту, яку можуть роздобути, та ще мають право на самооборону від тих, хто на них напав. Раніше я казала людям, на яких я сподівалася мати певний вплив, що, на мою думку, оскільки військові дії ставали дедалі гіршими і все більше хорватів убивали й винищували, було б правильно визнати Хорватію та Словенію незалежними. Тоді б ми змогли законно постачати їм зброю, щоб захистити їх, і вони були б у набагато кращому становищі, і більше того, Сербія знала б позицію, яку займає світ. На жаль, цього не сталося. Але є багато, багато друзів Хорватії, тепер ситуація повніше усвідомлена. (...) Я повинна чітко сказати, що, на мій погляд, Захід має бути на боці свободи, демократії та справедливості. І чим більше ми зможемо донести до людей справжню ситуацію, а це відбувається в серці Європи, і що крики хорватського народу не почуті, тим більше ми зможемо пробудити їх до правильної позиції. (...) Сама я продовжу ставити хорватське питання і ставитиму якомога сильніше. |

Баронеса Тетчер критикувала Джона Мейджора за його умиротворення Слободана Мілошевича, а ЄС за те, що він не відразу визнав, що Сербія очолила агресію проти Хорватії. Під час свого виступу в ООН у вересні 1991 року вона сказала, що «ЮНА та Сербія ведуть агресію проти Хорватії. Війна в Хорватії — це не битва однієї етнічної групи проти іншої, а битва демократії проти комунізму.» У своїй книжці Statecraft: Strategies for a Changing World вона писала, що «Югославія була авторитарною і тоталітарною комуністичною державою, темницею з жорстокими сербськими поневолювачами, яка мала розвалитися». На прохання посла Хорватії в Лондоні Драго Штамбука баронеса дала заяву для преси, в якій закликала міжнародну спільноту зупинити сербську агресію. Згідно з розповіддю Штамбука газеті Jutarnji list, один із її радників сказав їй: «Пані Тетчер, британський уряд розіпне Вас через те, що Ви робите», на що вона відповіла: «Якщо мова йде про розп'яття мене чи Хорватії, то краще розіпнути мене».
Вона продовжувала публічно підтримувати Хорватію до різанини в Ахмичах 1993 року, оскільки, як вона писала у своїй книжці Statecraft, «різанина в Ахмичах переконала мене, що Хорватія сприйняла мій візит до Загреба як сигнал про те, що світ заплющить очі на таке (хорватське) варварство». Після того, як серби в 1995 році скоїли різанину в Сребрениці, вона знову зв'язалася зі Штамбуком, запитавши його по телефону: «Хіба вони (серби) не справжні тварини?». Вона підтримала хорватську операцію «Буря», але не була задоволена рішенням президента Туджмана зупинитися біля Бані-Луки, адже вважала, що він мав розгромити залишок сербських військ. За словами колишнього посла Хорватії в США Міоміра Жужула, вона сказала йому в 1997 році: «Коли вирішуєш зробити щось у політиці, тоді це має бути зроблено до кінця, інакше матимеш діло з наслідками, хорошими чи поганими. Найгірше, якщо зупинитися на півдорозі. Коли я рушила на Фолклендські острови, вони всі пробували мене зупинити. Я знала, що або досягну успіху, або мені кінець. Але, якби я відступилася, я точно знала, що мені був би кінець.»
1998 року баронесу нагородили Великим орденом короля Дмитара Звонимира за «винятковий вклад у незалежність і цілісність Республіки Хорватія». 16 вересня 1998 року вона відвідала Загреб, де була удостоєна звання «Почесний громадянин Загреба»: У своїй промові вона сказала:
«Дуже приємно говорити з вами тут, у стародавній столиці вашої прекрасної країни. І після церемонії, на якій я щойно була присутня спільно з вашою міською радою, я можу з гордістю сказати: Ja sam Zagrepčanka!. Спогади про те, як багато змінилося за останні десять років, надзвичайні. Хто б міг у 1988 році уявити, що сьогодні Хорватія нарешті досягне своєї багатовікової мрії про свободу? Але й хто б міг уявити, що це обійдеться такою ціною? Я сумую, як і ви, за тими, хто втратив життя, часто за найжахливіших обставин. Але я поділяю вашу радість, що Хорватія нарешті ціла і вільна».
У грудні 2005 року після арешту генерала Анте Готовіни та його передання Міжнародному трибуналові для колишньої Югославії відносини зміцнилися. Нині взаємини Хорватії з Великою Британією оцінюють як відмінні. У березні 2007 року обидві держави підписали Угоду про стратегічне партнерство між Великобританією та Хорватією, згідно з якою Велика Британія повністю підтримала заявки Хорватії на вступ до Європейського Союзу та НАТО. Тепер обидві країни єднає повноправне членство в НАТО.
Британія надала як політичну, так і практичну підтримку зусиллям Хорватії щодо вступу до ЄС і НАТО. «Стратегічне партнерство Великобританії та Хорватії» на 2008—2009 рр. започаткували 18 червня в Лондоні британський прем'єр-міністр Гордон Браун та голова хорватського уряду Іво Санадер. Сполучене Королівство виділило кошти для допомоги Хорватії у її заявках на вступ і проєктах, що охоплювали судову реформу, боротьбу з корупцією та організованою злочинністю, конкурентну політику та безпеку харчових продуктів.
І Хорватія, і Велика Британія долучилися до місії НАТО в Афганістані.
Згідно з переписом населення Великобританії 2001 р., у цій державі проживало приблизно 6992 осіб хорватського походження.

## Економічні зв'язки
Торгівля між Великою Британією та Хорватією з 1 січня 2021 року регулюється Угодою про торгівлю та співробітництво між ЄС і Великобританією.